# Myrsine fusca
Myrsine fusca is đặc hữu của Polynésie thuộc Pháp.
Myrsine fusca là một loài thực vật thuộc họ Myrsinaceae, một họ bao gồm các cây gỗ và cây bụi nhiệt đới của Cựu Thế giới, một số có ở Florida và Polynesia.